# Volo Merpati Nusantara Airlines 836
Il volo Merpati Nusantara Airlines 836 è stato un collegamento linea nazionale tra Sorong e Manokwari, in Indonesia. Il 13 aprile 2010, il Boeing 737-300 che operava il volo uscì di pista nella fase di atterraggio. Sebbene l'aeromobile si spezzò in tre parti, tutte le persone a bordo si salvarono, anche se 44 di esse riportarono ferite di vario grado.

## L'aereo
Il velivolo coinvolto nell'incidente era un Boeing 737-300, numero di registrazione PK-MDE, entrato in servizio nel 1990 con United Airlines e ceduto a Merpati Nusantara Airlines nel 2009. Fino al giorno dell'incidente aveva accumulato 54 759 ore di volo.

## L'incidente
Alle 11:00 ora locale (02:00 UTC), il volo 836 uscì di la pista in fase di atterraggio all'aeroporto di Rendani, Manokwari, Indonesia, su un volo di linea nazionale proveniente dall'aeroporto di Sorong, Sorong. 44 persone rimasero ferite, di cui dieci in modo grave. Il volo trasportava 103 passeggeri e sei membri dell'equipaggio. Il tempo in quel momento era piovoso e nebbioso. Dopo aver lasciato la fine della pista, l'aereo colpì alcuni alberi che fecero staccare l'ala sinistra. La fusoliera finì circa 200 metri oltre la fine della pista lunga poco più di due chilometri. La coda dell'aereo si staccò e si fermò nel torrente fuori dall'estremità settentrionale della pista 35. Il pilota aveva oltre 16 000 ore di volo e il copilota oltre 22 000.

## Conseguenze
A seguito dell'incidente vennero emesse sette raccomandazioni di sicurezza, cinque alla Direzione generale dell'aviazione civile indonesiana (DGCA) e due alla compagnia aerea. La DGCA era stata incaricata di rivedere numerose strutture aeroportuali rispetto alle norme di sicurezza indonesiane, nonché alle norme di sicurezza di Merpati Nusantara, e di assicurarne il rispetto. La compagnia aerea doveva effettuare una revisione delle proprie norme di sicurezza e una revisione degli aeroporti serviti per garantire che fossero in grado di gestire aerei grandi come un Boeing 737.